# BMW iX
La BMW iX (nome in codice I20) è un'autovettura crossover SUV elettrica prodotta a partire dal luglio 2021 dalla casa automobilistica tedesca BMW. 
La vettura rappresenta la terza auto della famiglia  "i", dopo le i3, i8 e iX3.

## Storia

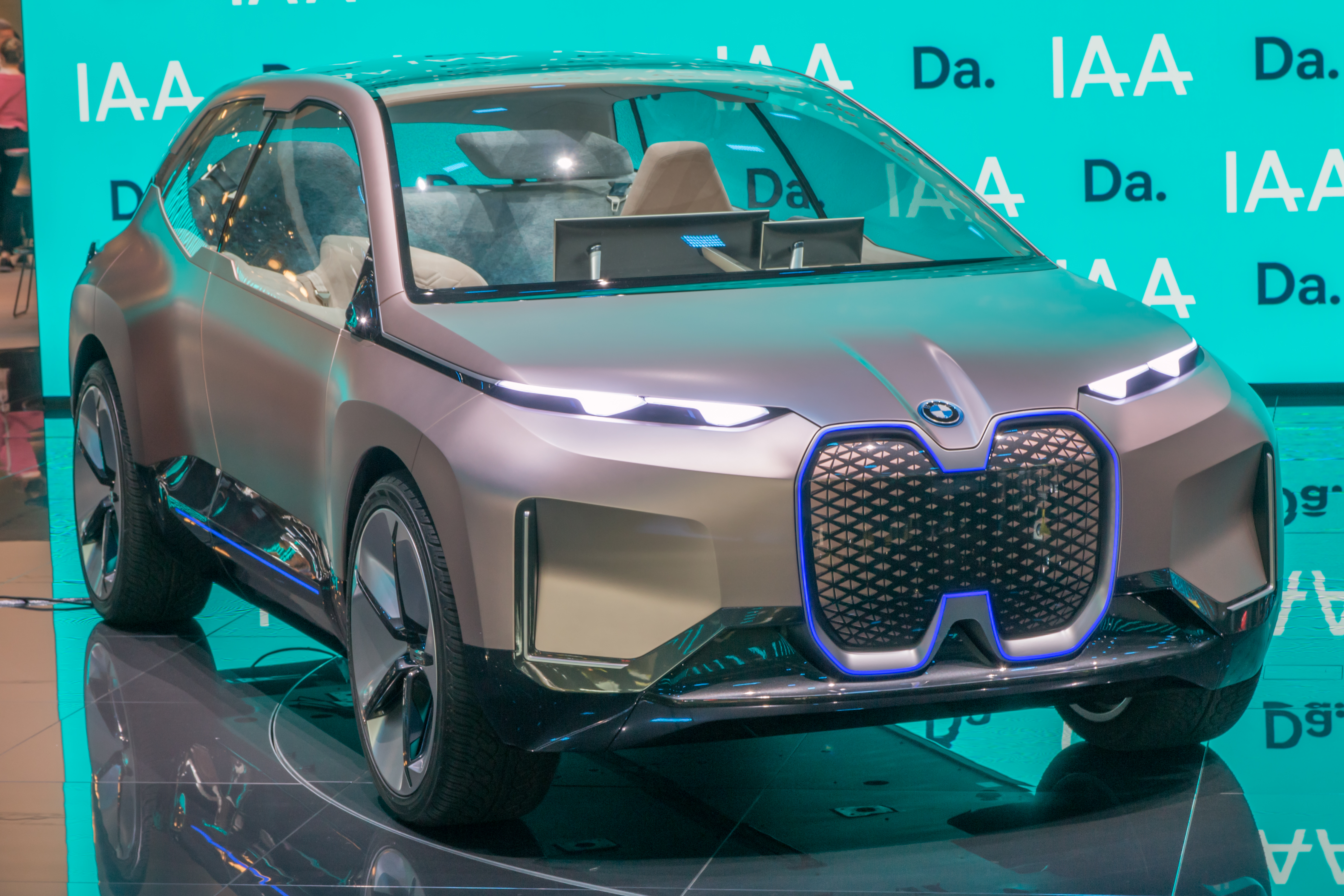
BMW Vision iNEXT

La vettura è stata anticipata dalla concept car chiamata BMW Vision iNEXT che è stata presentata al Salone di Parigi 2018.
La BMW ha pubblicato le prime immagini e i dati tecnici del modello nel novembre 2020. Il debutto al pubblico è avvenuto a giugno 2021 durante il Milano Monza Motor Show.

## Caratteristiche tecniche

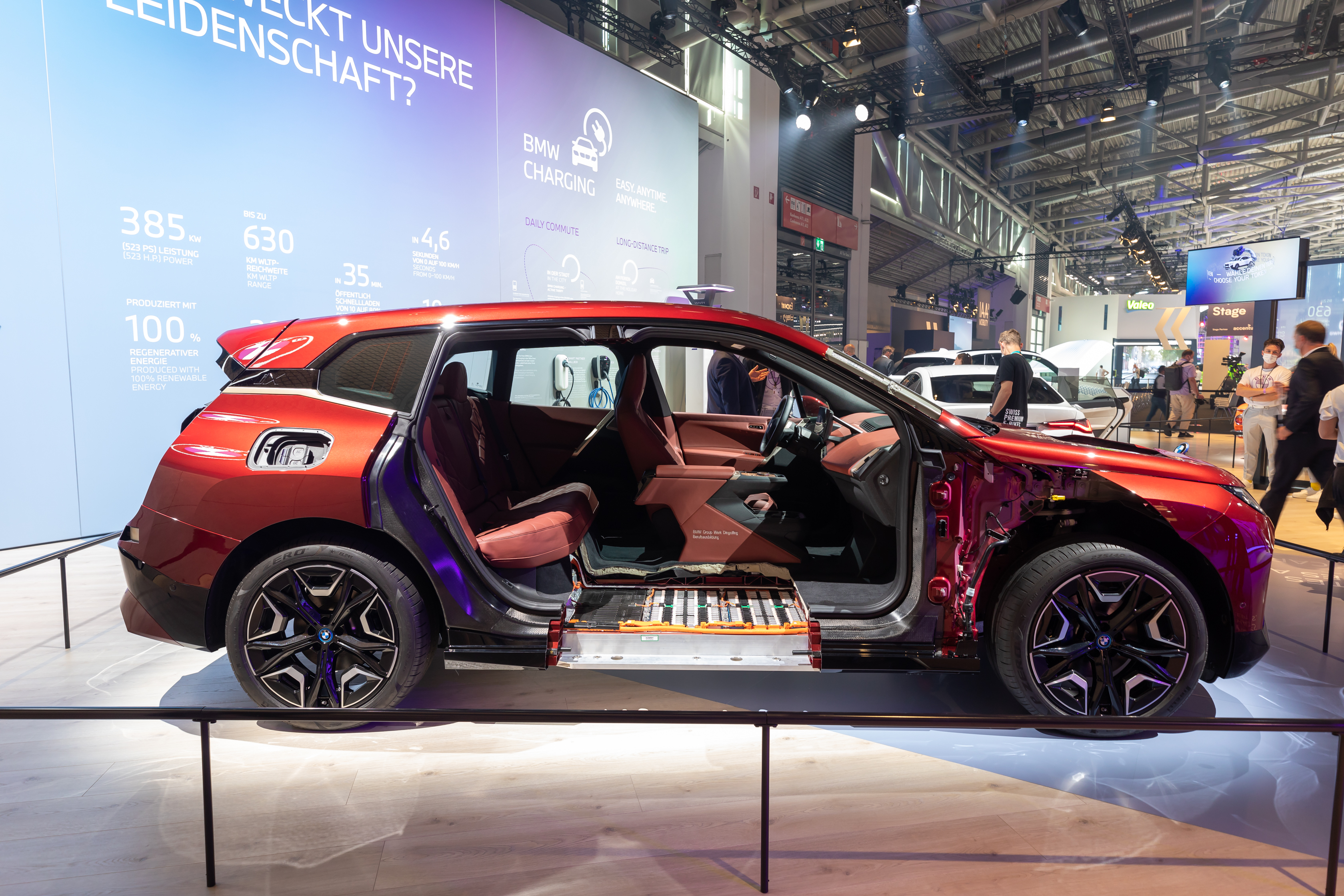
Dettaglio del telaio; notare la costruzione in carbonio e le batterie poste sul pavimento

La vettura è basata sulla piattaforma CLAR e presenta una sospensione anteriore a doppio braccio oscillante e una sospensione posteriore multilink a cinque bracci. In questo caso la CLAR è stata declinata nella versione con l'architettura a trasmissione elettrica di quinta generazione, utilizzando un telaio con struttura multilaterale in alluminio e plastica rinforzata con fibra di carbonio. La componentistica condivisa del telaio CLAR consente a BMW di produrre l'iX insieme ai motori a combustione nello stabilimento di Dingolfing, mentre i moduli e pacchi batterie agli ioni di litio vengono prodotti e preassemblati nello stabilimento di Lipsia.
Il corpo è realizzato con una combinazione di più materiali, come acciaio ad alta resistenza, alluminio, materiali termoplastici e plastica rinforzata con fibra di carbonio (CFRP) per mantenere il peso il più basso possibile. La parte anteriore presenta una griglia a doppio rene allungata simile a quella introdotta sulla BMW Serie 4 G22, che è carenata e contiene al suo interno una telecamera, un radar e altri sensori per il funzionamento degli ADAS e dei dispositivi di assistenza alla guida. L'iX ha dimensioni simili alla BMW X5 G05 sia per quanto riguarda la lunghezza che la larghezza, ma con l'altezza del tetto invece che è più bassa e inclinata come sulla BMW X6 G06, mentre le dimensioni delle ruote sono quelle della BMW X7. Il coefficiente di resistenza aerodinamica si attesta sullo 0,25.

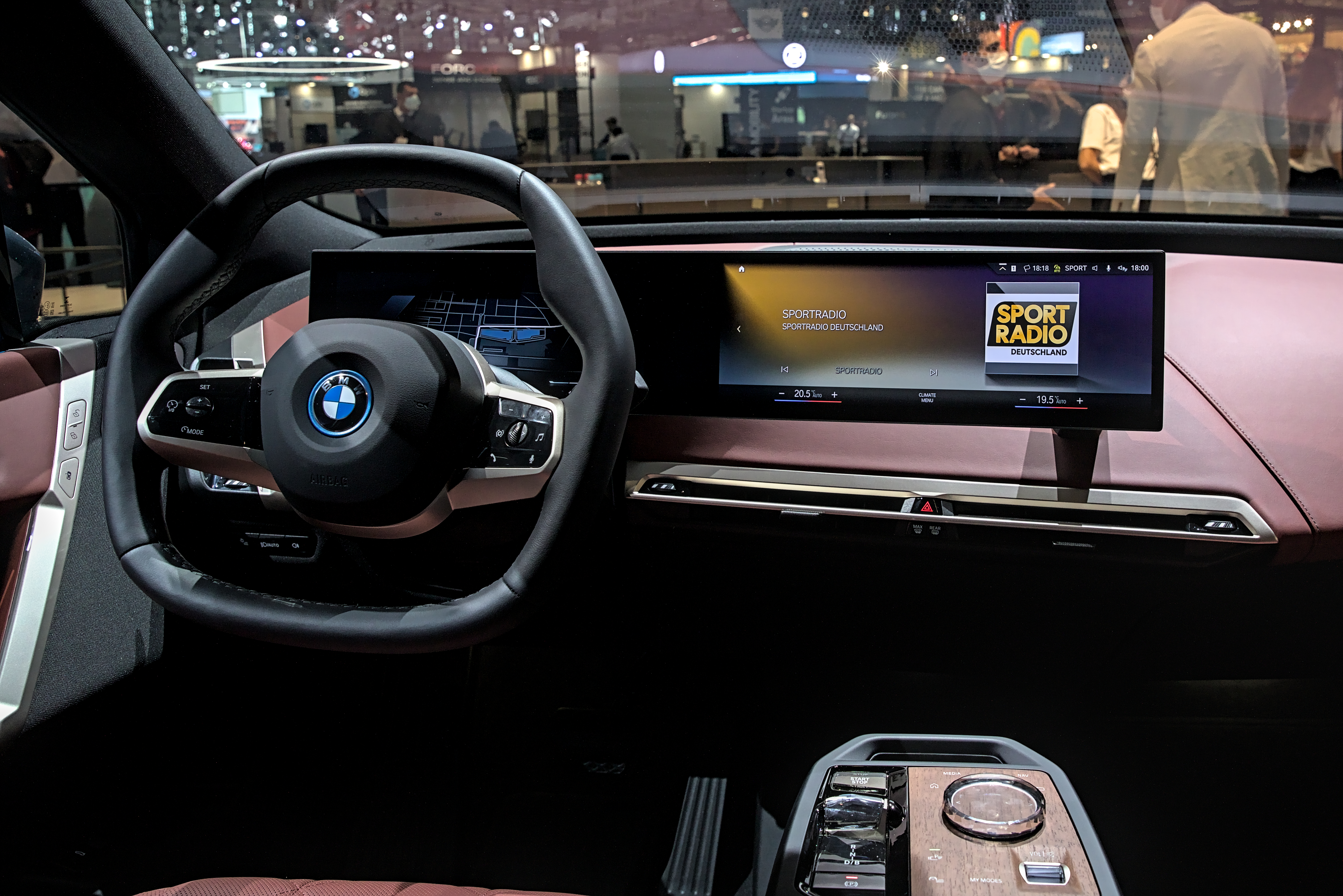
Posto guida

La vettura può accettare ricariche rapide fino a 200 kW, essendo in grado di caricare la batteria dal 10% all'80% in 40 minuti o ottenere 100 km di autonomia in 10 minuti. Con un caricabatterie da 11 kW è in grado di caricare completamente la batteria dallo 0 al 100% in circa 11 ore.
Per la costruzione dei motori elettrici, che sono del tipo sincroni alloggiati uno all'avantreno sotto il cofano anteriore e l'altro al retrotreno sotto il vano bagagli, sono utilizzati dei materiali che fanno a meno delle terre rare.

## Design, dotazione e interni

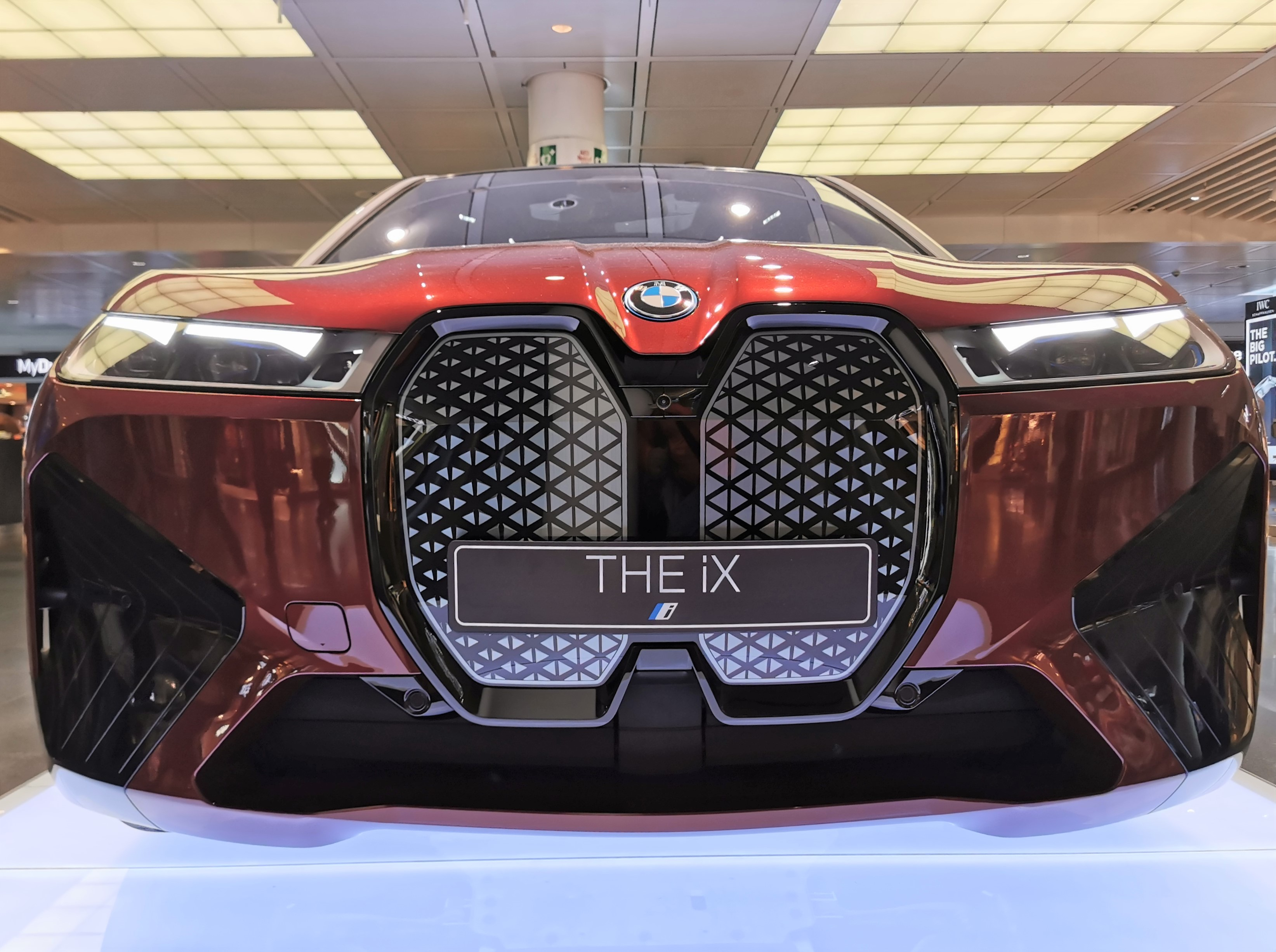
Dettaglio della mascherina a doppio rene autoriparante

La BMW iX presenta una nuova versione del sistema di infotainment iDrive di BMW, che combina un quadro strumenti digitale da 12,3 pollici con annesso un secondo schermo touchscreen per la multimedialità da 14,9 pollici che sono inglobati in un'unica unità curva. Di serie è disponibile un inedito volante dalla forma esagonale a due razze. In opzione è disponibile head-up display, un sistema audio surround della Harman Kardon con 18 altoparlanti (di cui quattro integrati nei poggiatesta) e una coppia di subwoofer montati sotto i sedili posteriori oppure un sistema audio Bowers & Wilkins con 30 altoparlanti (di cui otto integrati nei poggiatesta). A richiesta può essere installato un tetto panoramico in vetro elettrocromico, che può variare la quantità di luce che passa e filtra dall'estero all'interno dell'abitacolo.
La iX è inoltre dotata del 5G che consente di avere le funzionalità over-the-air, come aggiornamenti del traffico in tempo reale oppure del software della vettura. L'iX ha una potenza di calcolo 20 volte superiore rispetto ai precedenti modelli BMW, ciò gli permette di elaborare il doppio della quantità di dati provenienti dalle telecamere e dai sensori. La griglia frontale è dotata di un rivestimento autoriparante che può appianare e riempire i graffi e le piccole scheggiature.

## Motorizzazioni
|                                                                              | iX xDrive 40                                                       | iX xDrive 50                                                       |
| ---------------------------------------------------------------------------- | ------------------------------------------------------------------ | ------------------------------------------------------------------ |
| Produzione                                                                   | dal 07/2021                                                        | dal 07/2021                                                        |
| Tipo di motore                                                               | Doppio motore elettrico (motore sincrono senza magneti permanenti) | Doppio motore elettrico (motore sincrono senza magneti permanenti) |
| Potenza                                                                      | 240 kW (326 CV)                                                    | 385 kW (523 CV)                                                    |
| Coppia                                                                       | 630 Nm                                                             | 765 Nm                                                             |
| Trazione                                                                     | Integrale permanente                                               | Integrale permanente                                               |
| Trasmissione                                                                 | Cambio monomarcia                                                  | Cambio monomarcia                                                  |
| Accelerazione (0-100 km/h)                                                   | 6,1 secondi                                                        | 4,6 secondi                                                        |
| Velocità massima                                                             | 200 km/h (limitato elettronicamente)                               | 200 km/h (limitato elettronicamente)                               |
| Peso a vuoto                                                                 | 2440 kg                                                            | 2585 kg                                                            |
| Carico utile                                                                 | 645 kg                                                             | 635 kg                                                             |
| Consumo (secondo ciclo WLTP)                                                 | 19,4-22,5 kWh/100 km                                               | 19,8-23 kWh/100 km                                                 |
| Autonomia (secondo ciclo WLTP)                                               | 372-425 km                                                         | 549-630 km                                                         |
| Capacità utile della batteria                                                | 71 kWh                                                             | 105,2 kWh                                                          |
| Tempo di ricarica CA 11 kW (da 0 al 100%) Tempo di ricarica CC (da 0% a 80%) | 7,25 ore 34 minuti                                                 | 10,75 ore 39 minuti                                                |